# باشگاه فوتبال پی‌اس‌ام ماکاسار
باشگاه فوتبال پی اس ام ماکاسار اندونزی (به انگلیسی: PSM Makassar) یک باشگاه فوتبال در شهر ماکاسار کشور اندونزی می‌باشد. این باشگاه در سال ۱۹۱۵ تأسیس و قدیمی‌ترین و اولین باشگاه حرفه ای فوتبال در AFC لقب گرفته‌است.
این باشگاه در جام باشگاه‌های آسیا ۱۹۹۶ حضور داشت و در مرحله اول توسط تیم فوتبال پوهانگ استیلرز کره جنوبی حذف گردید؛ بازی رفت را تیم ماکاسار با نتیجه ۱–۰ به پیروزی رسید اما در ادامه با نتیجه ۴–۰ در بازی برگشت مقابل پوهانگ استیلرز شکست خورد و از دور مسابقات حذف گردید.
این باشگاه قدیمی و با ریشه همواره ملی پوشان زیادی داشته و در صعود اندونزی به جام جهانی ۱۹۳۸ نقش بسیار پر رنگی داشته‌است و هم‌اکنون در فصل ۲۰۱۹–۲۰۲۰ تعداد ۷ ملی پوش را در اختیار دارد.